# فتح المعين
فتح المعين بشرح قرة العين بمهمات الدين كتاب في الفقه للإمام أحمد زين الدين بن عبد العزيز المَعْبَري المليباري الفَنَّاني الشافعي (ت 987 هـ/ 1579 م)، شرح فيه كتابه المسمى «قرة العين بمهمات الدين»، ويعد من أهم كتب الشافعية وأشهرها؛ فهو يُدرَّس في المليبار من الهند، كما أنه متداول بين طلبة الفقه الشافعي في مصر والشام والجزيرة العربية، من الحجاز واليمن وحضرموت، وكذلك في البلاد الإندونيسية والماليزية وسنغافورة.
يقول المؤلف في مقدمة الكتاب:

## حواشي الكتاب
لأهمية كتاب فتح المعين وانتشاره، فقد كتب عليه عدةُ علماء حواشيَ وشروحاً، منها:
- حاشية «إعانة المستعين علي فتح المعين» لعلي بن أحمد بن سعيد باصبرين (ت 1304 هـ/ 1887 م).[4]
- حاشية «إعانة الطالبين على حل ألفاظ فتح المعين» للسيد البكري بن السيد محمد شطا الدمياطي (ت 1310 هـ/ 1893 م).[5]
- حاشية «نهاية الزين في إرشاد المبتدئين بشرح قرة العين بمهمات الدين» للشيخ محمد نووي الجاوي البنتني (ت 1316 هـ/ 1898 م).[6]
- حاشية «ترشيح المستفيدين بتوشيح فتح المعين» للسيد علوي بن أحمد بن عبد الرحمن السقاف (ت 1335 هـ/ 1916 م).[7]
- «تذكرة الطالبين إلى أحاديث فتح المعين» لعبد اللطيف بن محمد المودالي المليباري، خرّج فيه الأحاديث التي وردت في فتح المعين، ويوضح المؤلف أيضًا الاحاديث  للإتباع وللأمر وللنهي صلى الله عليه وسلم

## وصلات خارجية
- يوتيوب: كتاب فتح المعين - الشيخ رشدي القلم.
- الشيخ محمد عارفين فنان — فتح المعين بشرح قرة العين بمهمات الدين